# Aisonville-et-Bernoville
Aisonville-et-Bernoville település Franciaországban, Aisne megyében. Lakosainak száma 257 fő (2022. január 1.). Aisonville-et-Bernoville Étaves-et-Bocquiaux, Grougis, Montigny-en-Arrouaise, Noyales, Seboncourt és Vadencourt községekkel határos.

## Népesség
A település népességének változása:
| Lakosok száma | 343  | 251  | 216  | 297  | 265  | 254  | 255  | 262  | 260  | 257  |
|               | 1968 | 1982 | 1990 | 2006 | 2013 | 2015 | 2017 | 2019 | 2020 | 2022 |